# Manuel Pasqual
Manuel Pasqual (San Donà di Piave, 13 de março de 1982) é um ex- futebolista italiano que atualmente está aposentado.

## Carreira
Pasqual começou a carreira no Derthona.Logo a seguir foi jogar Pordedone. Depois foi jogar no Football Club Treviso, Arezzo, Associazione Calcio Firenze Fiorentina, Empoli Football Club. 
Atualmente está aposentado 